# Plascassier

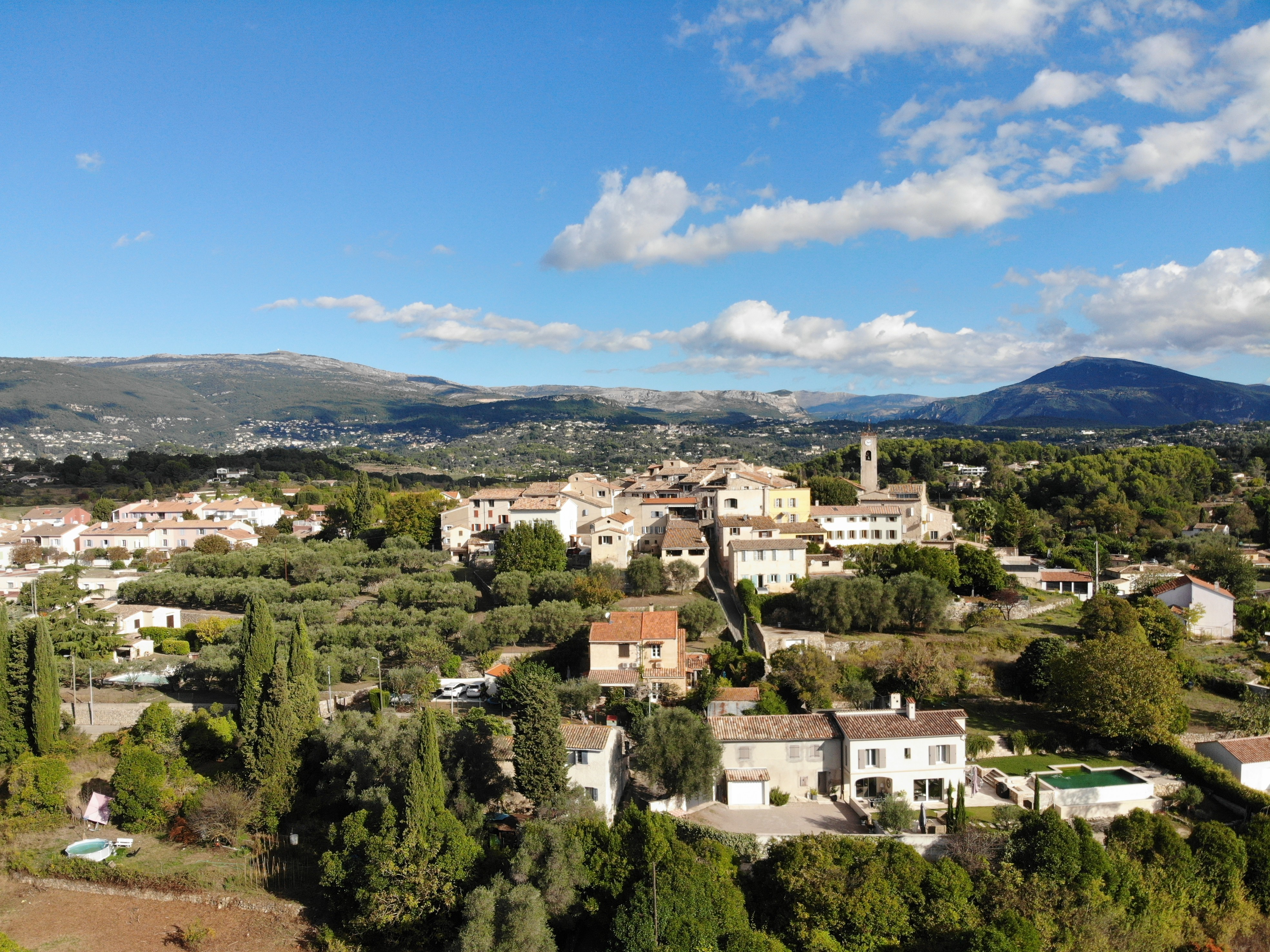
Plascassier.

Plascassier es una aldea y pedanía del municipio de Grasse, en Francia. Se encuentra ubicada en la Costa Azul y destaca en su economía la importancia del turismo.
Tiene su propia parroquia, creada en 1770, siendo la iglesia restaurada en 1882. La fuente, inaugurada el 10 de mayo de 1891 se alimenta de agua del río Foulon. En 1901, Plascassier contaba con 453 habitantes. 
En este lugar, falleció Édith Piaf el 10 de octubre de 1963.
- Datos: Q432005
- Multimedia: Plascassier / Q432005